# Zondebok

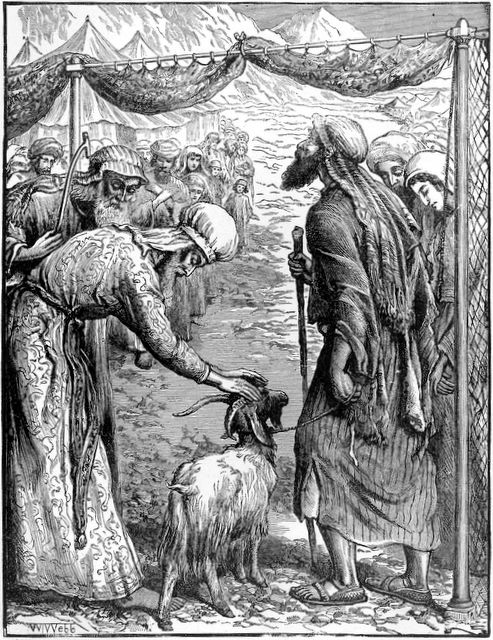
De zondebok wegzenden van William James Webb

De zondebok speelde in het jodendom tot aan de vernietiging van de Joodse tempel in 70 n.Chr. een bijzondere rol in de liturgie van Jom Kipoer (Grote Verzoendag): deze bok werd symbolisch beladen met de zonden van de Israëlieten en de woestijn in gestuurd, om jaarlijks verzoening tussen God en het volk te bewerkstelligen.
Het woord 'zondebok' is overgenomen van de vertaling van Maarten Luther van de Hebreeuwse Bijbel in het Duits (1534): Sündenbock. In het Nederlands wordt de uitdrukking pas vanaf circa 1830 frequent gebruikt, al is de vroegste vermelding van het woord waarschijnlijk uit 1815.
Als uitdrukking is een zondebok iemand die beladen wordt met de schuld van een gebeurtenis, zodat over de eigenlijke schuldvraag niet meer hoeft te worden nagedacht.

## Jodendom
Het begrip komt voort uit een voorschrift van de wet van Mozes (Leviticus 16). Op de Grote Verzoendag moest de hogepriester een ram als brandoffer en twee geitenbokken nemen. De ram was ter heiliging van de priester zelf. De ene bok was bestemd als offer voor God. Op de kop van het andere dier legde de hogepriester zijn handen en belaadde het zo met de zonden van het volk. Daarna werd de zondebok losgelaten en de woestijn in gestuurd, naar Azazel.

## Groepsdynamica en antropologie

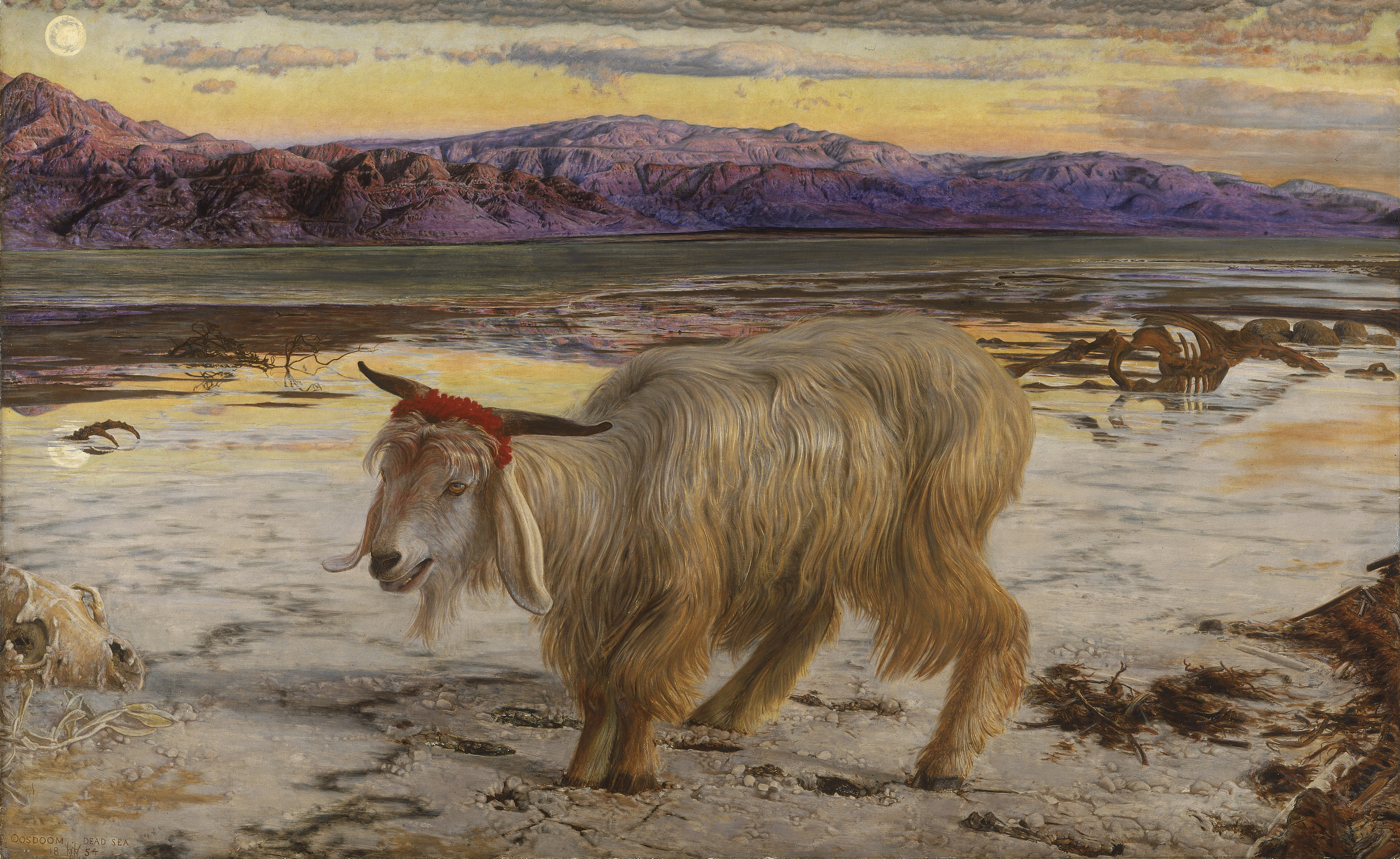
De zondebok van William Holman Hunt

In de groepsdynamica is de zondebok de zogeheten omega-rol in een groep, die de ziektes en frustraties van het gezin (of de groep) op zich krijgt geprojecteerd. Deze rol komt vaak toe aan de zwakkere in de groep en heeft als kernfunctie de in het systeem aanwezige spanning af te voeren. Als de zondebok uit de groep wordt gestoten, wordt een nieuwe zondebok gezocht. Het betreffende systeem heeft geen andere, meer volwassen mechanismen ontwikkeld om deze spanningen af te voeren.
René Girard heeft onderzoek gedaan naar het verschijnsel zondebok, Scapegoating. Hij analyseerde de antropologische, psychologische, mythologische en religieuze betekenis van het begrip. Volgens Girard betaalt de zondebok de prijs van de wraakzucht der mensheid. Het is een oplossing die de samenleving structureert.